# Mitteldruck

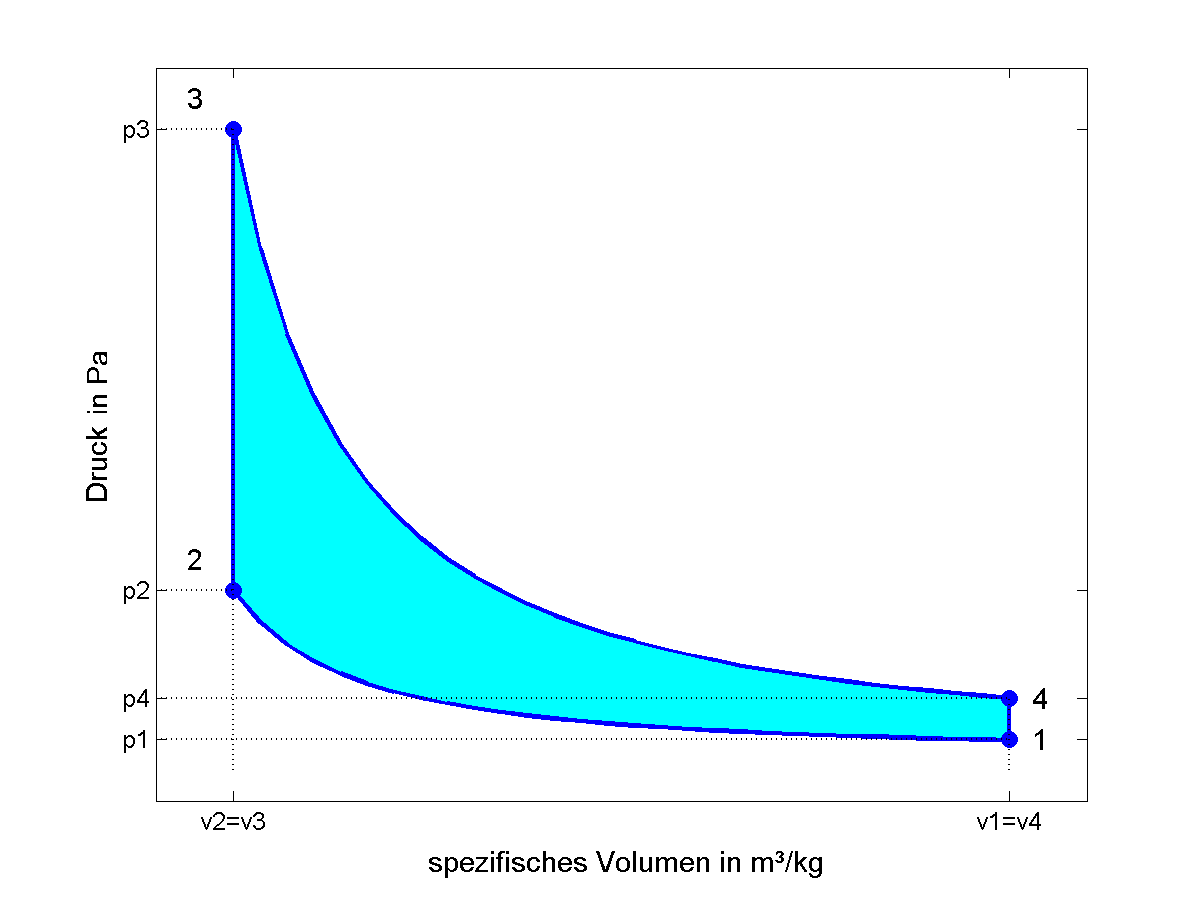
Schematisches p-v-Diagramm des idealisierten Ottoprozesses.
Der Mitteldruck entspricht der durchschnittlichen Höhe der blauen Fläche.

Der Mitteldruck {\displaystyle p_{\text{m}}} ist eine Rechengröße, um den Wirkungsgrad und den Ladungswechsel von Hubkolbenmotoren unabhängig von Hubraum {\displaystyle V_{\text{h}}} oder Größe des Motors zu beurteilen. Er ist der Quotient aus der vom Motor bei einem Arbeitsspiel verrichteten mechanischen Arbeit (in Newtonmeter, N·m) und seinem Hubraum (in Kubikmeter, m3). Dabei kürzen sich der Meter im Newtonmeter und ein Meter im Kubikmeter weg, sodass am Ende eine Angabe in Newton pro Quadratmeter (N·m−2 = Pa), also ein Druck, übrig bleibt. Dieser Druck wird meist in Bar angegeben (1 bar = 100000 N·m−2). Der Mitteldruck kann nicht wie zum Beispiel der Kompressionsdruck gemessen werden, sondern ist nur rechnerisch zu ermitteln. Vereinfacht kann das Fahrpedal im Fahrzeug als Stellglied für den Mitteldruck betrachtet werden.

## Begriff
In Fachkreisen wurde teilweise die Auffassung vertreten, dass das Kürzen der Einheiten in diesem Fall eigentlich nicht zulässig sei, weil dadurch der unzutreffende Eindruck erweckt wird, der Mitteldruck sei ein Druck. Tatsächlich beschreibt der Mitteldruck aber eine volumenbezogene Größe. Das Kürzen der Einheiten sei daher abzulehnen und stattdessen sollte die Energiedichte genannt werden.

## Allgemeines
Man unterscheidet zwei Mitteldruck-Formen:
- Der effektive Mitteldruck {\displaystyle p_{me}} lässt sich errechnen aus dem abgegebenen Drehmoment {\displaystyle M} bzw. als Quotient aus der bei einem vollständigen Arbeitsspiel abgegebenen Arbeit {\displaystyle W_{\text{e}}} an der Kurbelwelle und dem Hubraum {\displaystyle V_{\text{h}}}:

{\displaystyle p_{\text{me}}={\frac {2\cdot \pi \cdot M}{V_{\text{h}}\cdot i}}={\frac {W_{\text{e}}}{V_{\text{h}}}}}
({\displaystyle i} ist die Anzahl der Arbeitsspiele pro Umdrehung: 0,5 bei Viertaktmotoren und 1 bei Zweitaktmotoren. Bei Wankelmotoren wird wegen des über vier Takte laufenden Arbeitsspiels {\displaystyle i=0,5} gesetzt und ebenfalls mit dem Arbeitsvolumen {\displaystyle V_{h}} gerechnet, das sich aus dem Kammervolumen {\displaystyle V_{k}} wie folgt berechnet: {\displaystyle V_{h}=2\cdot V_{k}\cdot n}, wobei {\displaystyle n} die Anzahl der Scheiben des Wankelmotors ist. Soll beim Wankelmotor der Mitteldruck aus den Kammervolumen {\displaystyle V_{k}} anstelle des Arbeitsvolumens {\displaystyle V_{h}} berechnet werden, so ist {\displaystyle i=n} anzusetzen.)
- Der indizierte Mitteldruck {\displaystyle p_{\text{mi}}} entspricht der indizierten Arbeit (siehe auch Volumenarbeit) am Kolben.

{\displaystyle p_{\text{mi}}={\frac {W_{\text{i}}}{V_{\text{h}}}}}
Bei langsamlaufenden Motoren (Dampfmaschinen) konnte man an den Arbeitszylinder ein schreibendes Messgerät (Indikator) anschließen und in dessen Diagramm den Inhalt der vom Druckverlauf umschriebenen positiven Fläche planimetrieren (ausmessen), um so die Größe der indizierten Arbeit zu ermitteln. Heutzutage wird der indizierte Mitteldruck mit  elektronischen Messgeräten ermittelt.
Der Quotient der beiden vorgenannten Mitteldrücke heißt mechanischer Wirkungsgrad und steht als dimensionsloses Maß für alle mechanischen Verluste:
{\displaystyle \eta _{\text{mech}}={\frac {p_{\text{me}}}{p_{\text{mi}}}}}

## Luftverhältnis und Mitteldruck

Mitteldruck und spezifischer Verbrauch
Diagramm für den Ottomotor
Gemisch unten links "mager", oben rechts "fett"

### Ottomotor
Ottomotoren werden bei einem Luftverhältnis um {\displaystyle \lambda =1} betrieben. Dies ermöglicht die Abgasreinigung mit dem Drei-Wege-Katalysator. Eine Lambdasonde vor dem Katalysator misst den Sauerstoffgehalt im Abgas und gibt Signale an die Steuereinheit des Gemischreglers weiter. Der Gemischregler hat die Aufgabe, durch die Einspritzmenge das Luftverhältnis in der Nähe von {\displaystyle \lambda =1} zu halten. Der effizienteste Betrieb stellt sich bei leicht magerem Gemisch von {\displaystyle \lambda \approx 1{,}1} ein. Das höchste Drehmoment (Mitteldruck) wird bei fettem Gemisch von ca. {\displaystyle \lambda \approx 0{,}85} erreicht. Dort stellt sich auch die höchste Zündgeschwindigkeit und Reaktionsgeschwindigkeit des Benzin-Luft-Gemisches ein. Jenseits der Zündgrenzen ({\displaystyle 0{,}6<\lambda <1{,}6} für Ottomotoren) ist eine regelmäßige Verbrennung nicht mehr gewährleistet (Verbrennungsaussetzer).

### Dieselmotor
Dieselmotoren arbeiten hingegen bei einem Lambdawert von  {\displaystyle \lambda =1-5}. Das höchste Drehmoment (Mitteldruck) wird bei fettem Gemisch von ca. {\displaystyle \lambda =1} wegen der Rußgrenze normalerweise jedoch nicht erreicht. Stattdessen gilt als untere Grenze ein Wert von {\displaystyle \lambda =1,4}. Bei Teillast ist die Luftzahl größer als {\displaystyle \lambda >1{,}4} und erreicht im Leerlauf Werte bis etwa 5.

## Typische Werte für den Mitteldruck
| Motorart      | Motorart    | Motorart    | Motorart                          | {\displaystyle p_{\text{m}}\,[\mathrm {bar} ]} | Bemerkung                              |
| ------------- | ----------- | ----------- | --------------------------------- | ---------------------------------------------- | -------------------------------------- |
| Serienmotoren | Dieselmotor | Aufgeladen  | Zweitaktschiffsdieselmotor        | 20                                             | z. B. MAN 5G45ME                       |
| Serienmotoren | Dieselmotor | Aufgeladen  | Pkw-Hochleistungsmotor            | 31,5                                           | z. B. BMW B57                          |
| Serienmotoren | Dieselmotor | Aufgeladen  | 2-Liter-Turbodiesel               | 20,5                                           | z. B. VW EA189                         |
| Serienmotoren | Dieselmotor | Freisaugend | 1,9-Liter-Saugdiesel              | 8,5                                            | z. B. VW EA188                         |
| Serienmotoren | Ottomotor   | Aufgeladen  | Pkw-Hochleistungsmotor            | 29                                             | z. B. Mercedes-Benz M 133              |
| Serienmotoren | Ottomotor   | Freisaugend | Pkw-Motor, 4 Ventile pro Zylinder | 11,5                                           | z. B. Mazda 2-Liter MZR                |
| Serienmotoren | Ottomotor   | Freisaugend | Pkw-Motor, 2 Ventile pro Zylinder | 10,5                                           | z. B. BMW M20B20                       |
| Serienmotoren | Ottomotor   | Freisaugend | Kradmotor, 4 Ventile pro Zylinder | 13,5                                           | z. B. Kawasaki Ninja ZX 600 G          |
| Rennmotoren   | Ottomotor   | Aufgeladen  | Formel-1-Motor, 1980er-Jahre      | 57                                             | Honda F1 (1987), maximaler Mitteldruck |
| Rennmotoren   | Ottomotor   | Freisaugend | Formel-1-Motor 3,0 l Zehnzylinder | 15                                             |                                        |

Trägt man den effektiven Mitteldruck über dem spezifischen Kraftstoffverbrauch in Abhängigkeit von der Luftzahl des Motors auf, so erhält man bei Ottomotoren die Fischhakenkurve.